# Ophonus nigripennis
Ophonus nigripennis é uma espécie de insetos coleópteros pertencente à família Carabidae.
A autoridade científica da espécie é J.R. Sahlberg, tendo sido descrita no ano de 1903.
Trata-se de uma espécie presente no território português.